# Осада Меца (1870)
Оса́да францу́зского го́рода Мец во время Франко-прусской войны продолжалась с 19 августа по 27 октября (70 дней) 1870 года. В плен сдалось огромное войско (почти 200 тыс. французских солдат), что стало беспрецедентным случаем в истории.
После того, как французы потерпели поражение в битве при Гравелоте, они отошли в город Мец и укрылись за его стенами. Вторая немецкая армия, под командованием Фридриха Карла, сразу же приступила к осаде города.
За время осады французы несколько раз пытались прорвать оборону противника, но атаки эти не увенчались успехом. Так характерен бой при Бельвю (7 октября): в нём приняло участие всего 30 тыс. французских солдат (из почти 200 тыс.). Прорвать немецкую оборону им не удалось (сильная немецкая артиллерия подавила сопротивление французов). К середине октября у французской армии, осаждённой в Меце, стало заканчиваться продовольствие. Уже 20 октября прекратилась выдача крепостных запасов. Солдаты стали питаться кониной. Каждый день съедалась 1000 лошадей (всего в Меце их было около 20 тысяч). Размокшая, глинистая почва делала невыносимыми условия пребывания во французских лагерях.
Прусское командование установило контакт с Базеном, главнокомандующим осаждёнными войсками. Немцы требовали полной и безоговорочной капитуляции, в то время как Базен настаивал на свободном отступлении. Первоначально эти переговоры зашли в тупик, но 27 октября Базен вместе со своим войском сдался в плен. Среди попавших в плен был будущий французский генерал и сенатор Ипполит Ланглуа.